# Ballada op. 52 (Chopin)

Początek Ballady

Ballada f-moll op. 52 – czwarta i ostatnia z czterech ballad na fortepian solo, napisanych przez Fryderyka Chopina. Powstała w latach 1842–1843 w Paryżu i Nohant. Ballada dedykowana jest żonie barona Rotschilda, Charlotcie (à Madame Nathaniel de Rothschild – „pani Natanielowej de Rothschild”). Prawdopodobnie została zainspirowana balladami Mickiewicza (nie jest to mimo wszystko pewne).